# Tour sans fins
La tour sans fins est un projet de gratte-ciel français situé dans le quartier d'affaires de La Défense, près de Paris, dont la construction a été annulée en 2000.

## Description
Conçu entre 1989 et 1992, l'immeuble, construit intégralement en béton, aurait culminé à 425 m environ et aurait été dans les cinq plus hautes tours du monde, le plus haut gratte-ciel de France et d'Europe. La tour sans fins aurait été le plus haut gratte-ciel du monde construit en béton. Le projet devait son nom aux vitres de la façade dont les premières étaient sombres et devenaient de plus en plus claires en s'élevant jusqu'à être transparentes au sommet.
L’inauguration, prévue en 2000 ou 2001 n’a jamais eu lieu, le projet ayant été annulé en 2000 pour raisons financières.